# 신디아
신디아(Sindia, 사르데냐어: Sindìa)는 이탈리아 사르데냐 주 누오로도에 있는 코무네이다. 칼리아리에서 북서쪽으로 약 130 킬로미터 (81 mi) 떨어져 있고, 누오로에서 서쪽으로 약 60 킬로미터 (37 mi) 떨어져 있다. 2004년 12월 31일 기준으로 인구는 1,900명이며 면적은 58.3 제곱킬로미터 (22.5 mi2)이다.
신디아는 다음 코무네와 접한다: 마코메르, 포초마조레, 사가마, 스카노디몬티페로, 세메스테네, 수니.